# Antiochos VIII.

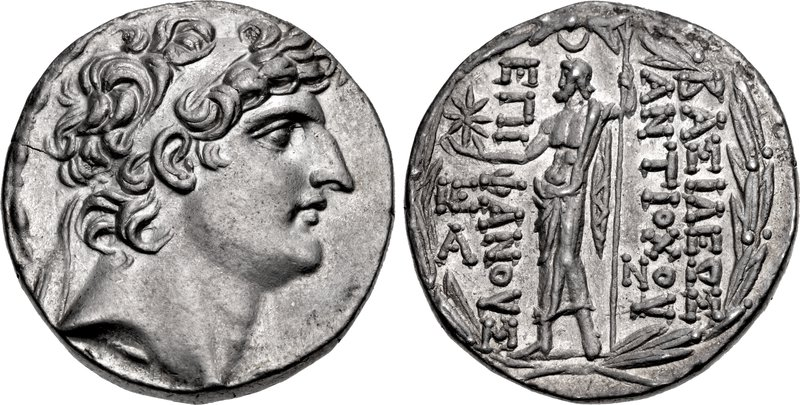
Münze des Antiochos VIII.

Antiochos VIII. Epiphanes Philometor Kallinikos (altgriechisch Ἀντίοχος Ἐπιφανής Φιλομήτωρ Καλλίνικος Antíochos Epiphanḗs Philomḗtōr Kallínikos; * ca. 141 v. Chr.; † um 98/97 v. Chr.), genannt Grypos (Γρυπός Grypós, deutsch ‚Habichtsnase‘), war ein Sohn von Demetrios II. Nikator und der ägyptischen Prinzessin Kleopatra Thea. Seine Regierungszeit als König des Seleukidenreichs war durch seine ständigen Kämpfe gegen seinen Stiefbruder Antiochos IX. Kyzikenos überschattet.

## Leben
Seine Jugenderziehung erhielt Antiochos VIII. auf Wunsch der Mutter in Athen. Nachdem Kleopatra Thea nach dem Tod ihres Gatten Demetrios II. (125 v. Chr.), die Regentschaft übernommen und daraufhin Seleukos V., den älteren Bruder des Antiochos VIII., beseitigt hatte, nahm sie noch in demselben Jahr 125 v. Chr. Antiochos VIII. als Mitregenten an. Sie herrschte mit ihm zusammen von 125 bis 121 v. Chr., woraus sich sein Beiname Philometor (= „der Mutterliebende“) erklärt. Es blieben Münzen aus der Zeit der gemeinsamen Regierung mit der Umschrift „Basilissa (Königin) Kleopatra und Basileus (König) Ptolemaios“ erhalten.
Antiochos VIII. hatte zunächst die Aufgabe, den vom ägyptischen Herrscher Ptolemaios VIII. schon gegen Demetrios II. Nikator aufgestellten Prätendenten Alexander Zabinas, der große Teile Syriens beherrschte, zu bekämpfen. Ptolemaios VIII. entzog bald darauf Zabinas seine Gunst und sandte Antiochos VIII. starke Hilfstruppen sowie seine Tochter Tryphaina als Gemahlin. Nun schlossen sich die syrischen Städte nacheinander Antiochos VIII. an. Dieser konnte Zabinas 123 v. Chr. in einer entscheidenden Schlacht besiegen. Zabinas wurde aufgegriffen und hingerichtet oder er beging Selbstmord. Damit kam ganz Syrien unter die Kontrolle von Antiochos VIII. und seiner Mutter. Vermutlich nahm er anlässlich seines Einzugs in Antiochia den Beinamen Kallinikos an. Bald danach soll Kleopatra Thea probiert haben, ihren Sohn zu vergiften, da sie sich durch ihn immer mehr in den Schatten gestellt fühlte. Sie sei aber nach der Entdeckung des Anschlagversuchs von ihm gezwungen worden, das ihm bereitete Gift selbst zu trinken. Jedenfalls fällt ihr Tod ins Jahr 121 v. Chr. und Antiochos VIII. behielt auch nach ihrem Tod den Beinamen Philometor bei.
Nun herrschte Antiochos VIII. allein. Nach einigen Jahren friedlicher Regierung machte ihm sein Stiefbruder und Vetter Antiochos IX. Kyzikenos die Herrschaft streitig. Mit einem Heer, das er in Kyzikos geworben hatte, war er nach Syrien gezogen, um den Thron zu gewinnen. Antiochos VIII. versuchte vergeblich, seinen Stiefbruder zu vergiften. Hierdurch wurde der Ausbruch des Kampfes beschleunigt. Spätestens 113 v. Chr. begannen die Feindseligkeiten. Nach dem jüdischen Historiker Flavius Josephus kämpften die Stiefbrüder viele Jahre miteinander, und zwar in Syrien und Kilikien. Antiochos IX. hatte dadurch große Verstärkung erhalten, dass Kleopatra IV. als seine künftige Gemahlin 115 v. Chr. nach Syrien gekommen war und als Mitgift Truppen mitgebracht hatte. 113 v. Chr. konnte er überraschend Syrien besetzen, woraufhin Antiochos VIII. in die Verbannung nach Aspendos ging. Wahrscheinlich konnte Antiochos VIII. hier auf seinen Schutz durch die römische Verwaltung bauen, zu deren Hoheitsgebiet die Stadt zählte. Um 112 v. Chr. kehrte er zurück und errang über seinen Stiefbruder in einer Schlacht bei Antiochia den Sieg. Nach einer Belagerung eroberte er Antiochia, wo Kleopatra IV. sich aufhielt, die auf Befehl ihrer Schwester Tryphaina, der Gemahlin des Antiochos VIII., im Tempel umgebracht wurde. Um 111 v. Chr. fand aber eine neue Schlacht statt, in der diesmal Antiochos IX. siegte und nun seinerseits Tryphaina ermorden ließ.
Es kam – wie bereits unter Demetrios II. – zu einer Reichsteilung, indem Antiochos VIII. das eigentliche Syrien und sein Stiefbruder
Koilesyrien erhielt. Laut einer Inschrift aus Paphos, die u. a. einen auf den September 109 v. Chr. datierten Brief des Antiochos VIII. an Ptolemaios X. enthält, begann Antiochos VIII. 111 v. Chr. seine Regierungsjahre von neuem zu zählen. Dieselbe Inschrift lehrt auch, dass Antiochos VIII. 109 v. Chr. der Stadt Seleukeia Pieria zur Belohnung dafür, dass sie seinem Vater Demetrios II. und ihm selbst auch in Notzeiten die Treue bewiesen hatte, die Freiheit verlieh. Dies wird durch Münzen und das Chronicon paschale zum Jahr 109/108 v. Chr. bestätigt. Ähnlich gelangten damals noch mehrere Städte, deren Gunst die rivalisierenden Stiefbrüder sich gewinnen oder erhalten wollten, zur Autonomie. Genaueres über die langwierigen Kämpfe, die nach 111 v. Chr. nur wenige Jahre geruht zu haben scheinen, ist nicht bekannt.
Spätestens 104 v. Chr. war der Bruderkampf wieder im Gang. In diesen syrischen Erbfolgekrieg spielten auch die Wirren im Ptolemäerhaus hinein, wo es ebenfalls zwei rivalisierende Brüder gab. Antiochos VIII. hielt zu Ptolemaios X., wie aus der paphischen Inschrift hervorgeht. Sein Stiefbruder Antiochos IX. unterstützte dagegen Ptolemaios IX. Als die ägyptische Königinmutter Kleopatra III. fürchtete, dass der von ihr vertriebene Ptolemaios IX. durch Antiochos IX. nach Ägypten zurückgeführt werden könnte, schickte sie Antiochos VIII. ein starkes Hilfskorps und dazu ihre Tochter Kleopatra V. Selene als Gemahlin. Doch im von 103–101 v. Chr. dauernden Krieg der beiden Ptolemäer-Brüder standen Antiochos VIII. und sein feindlicher Halbbruder Antiochos IX. überwiegend abseits.
Während Syrien durch den Bruderkrieg geschwächt wurde, benützten die Römer die Gelegenheit, 102 v. Chr. durch den Prätor Marcus Antonius Orator zwecks der Bekämpfung der Seeräuber in Kilikien – das zum Seleukidenreich gehörte – festen Fuß zu fassen und den Grundstein zur römischen Provinz Cilicia zu legen. Ferner wurde Syrien damals durch die Einfälle des Nabatäers Herotimos verwüstet. Um 98/97 v. Chr. starb Antiochos VIII. laut Josephus durch die Nachstellungen des Generals Herakleon im Alter von 45 Jahren.

## Ehen und Nachkommen
Antiochos VIII. war zweimal verheiratet. Aus seiner ersten Ehe mit Tryphaina gingen hervor:
- Laodike Thea Philadelphos, Gattin von Mithridates I. von Kommagene
- Seleukos VI. Epiphanes Nikator (* ca. 120 v. Chr.; † 95 v. Chr.), Seleukidenkönig 96–95 v. Chr.
- Demetrios III. Theos Philopator (* ca. 115 v. Chr.; † 88 v. Chr.), Seleukidenkönig 95–88 v. Chr.
- Antiochos XI. Epiphanes Philadelphos (* ca. 115 oder 113 v. Chr.; † 92 v. Chr.), Seleukidenkönig 95–92 v. Chr.
- Philipp I. Philadelphos (* ca. 115 oder 113 v. Chr.; † 83 v. Chr.), Zwillingsbruder von Antiochos XI., Seleukidenkönig 95–83 v. Chr.
- Antiochos XII. Dionysos (* ca. 114 v. Chr.; † 84 v. Chr.), Seleukidenkönig 87–84 v. Chr.

Seine zweite, 103 v. Chr. geschlossene Ehe mit Kleopatra V. Selene, einer Schwester der Tryphaina, blieb kinderlos.